# Parafia Nawiedzenia Najświętszej Maryi Panny w Trokielach
Parafia Nawiedzenia Najświętszej Maryi Panny w Trokielach (biał. Парафія Адведзінаў Найсвяцейшай Панны Марыі у Тракелях) – parafia rzymskokatolicka w Trokielach. Należy do dekanatu raduńskiego diecezji grodzieńskiej. Została utworzona w pierwszej połowie XVI w.

## Historia
Drewniany kościół pod wezwaniem Nawiedzenia Najświętszej Maryi Panny został założony w 1500 r. Pod koniec XVI w. miejscowość została zapisana jezuitom, jako fundusze podległe rektorowi Akademii Wileńskiej. Zakonnicy przywieźli z Wilna obraz, który stał się wówczas znany jako Ikona Matki Bożej Trokielskiej. Podczas Potopu szwedzkiego w 1656 r. kościół całkowicie spłonął, jednak ikona ocalała. Jezuici odbudowali kościół, lecz w 1674 r. budynek ponownie został strawiony przez ogień. Jezuici przebudowali świątynię w 1680 r. i została ona konsekrowana 4 lipca 1687 r. przez biskupa Tarnopolu, sufragana prałata wileńskiego Władysława Silnickiego. W 1738 r. kościół spłonął po raz trzeci i ponownie obraz Matki Bożej nie ucierpiał. Po odbudowie przez jezuitów w 1758 r. kościół został konsekrowany pod wezwaniem Nawiedzenia Najświętszej Maryi Panny. Świątynia znajdowała się w północnej części wsi, około 500-600 metrów od obecnego kościoła, w pobliżu szosy na Lipniszki.
W 1744 r. parafia znajdowała się w dekanacie raduńskim i posiadała filię w Dworzyszczach. Na terenie parafii znajdowało się ponad 45 miejscowości.
W 1782 r. parafia liczyła 2814 katolików, posiadała kaplice w Dworzyszczach i Gimbutach oraz na miejscowym cmentarzu parafialnym. Drewniana ośmioboczna kaplica cmentarna z obrazem Matki Bożej w ołtarzu, przestała istnieć w połowie XIX w. Od XVIII do XIX wieku przy parafii działał szpital i szkółka.
Na nowym miejscu drewniany kościół został wzniesiony w 1809 r. (wg innych źródeł w 1830) ze środków miejscowego właściciela ziemskiego Stefana Niezabytowskiego, podkomorzego nowogródzkiego. W 1842 r. parafia znajdowała się w dekanacie lidzkim.
Świątynię odnawiano ze środków parafian w 1866 r., w 1928 r. (ściany oszalowano na zewnątrz i wewnątrz), w 1950 r. (dach kryty gontem zamieniono na blaszany).
W 1872 r. parafia liczyła 3007 wiernych, w 1896 r. 4288.
W grudniu 1918 z ramienia komitetu parafialnego wiceprezesem zarządu powiatu lidzkiego Rady Narodowej Ziemi Lidzkiej wybrano Bronisława Szeptunowskiego (1887-1947), działacza niepodległościowego, późniejszego posła na Sejm Litwy Środkowej.
Po II wojnie światowej władze sowieckie nie raz próbowały zamknąć kościół. Proboszcz ks. Michał Szałkiewicz został skazany przez władze radzieckie na 10 lat zesłania na Syberii. Wrócił do parafii w 1956 r., jednak po roku musiał wyjechać do Polski.
Na początku z ludźmi modlił się organista, lecz w 1961 r. kościół został zamknięty, a w 1968 r. parafia została wykreślona z rejestru. Budynek miał zostać rozebrany, lecz sprzeciwili się temu parafianie. Pomimo tego, znajdował się w nim Najświętszy Sakrament, a wierni przybywali na odpust 2 lipca i modlili się przed kościołem. W 1978 roku zorganizowano w parafii strajk. Ludzie nie poszli pracować do kołchozu przez 3 dni, domagając się od władz państwowych, aby oddano klucze do świątyni. Została ona otwarta w 1975 r., a w 1988 r. parafia trokielska została ponownie zarejestrowana.
W 1992 r. zaczęły przybywać pierwsze zorganizowane pielgrzymki, a w 1995 r. pielgrzymki piesze.
W 1994 r. kościół otrzymał status sanktuarium diecezji grodzieńskiej, a bp Aleksander Kaszkiewicz nadał świętu cudownego obrazu Matki Bożej Trokielskiej, charakter uroczystości diecezjalnej.
W 2009 roku do parafii należało 1800 osób, głównie Polaków.
5 lipca 2009 r. kardynał Kazimierz Świątek, w obecności 25 tysięcy pielgrzymów z Białorusi, Polski, Litwy i Stanów Zjednoczonych, nałożył na obraz korony pobłogosławione przez papieża Benedykta XVI w Watykanie.
Parafia posiada kaplicę filialną pod wezwaniem Matki Bożej Różańcowej w Dworzyszczach.

## Proboszczowie parafii
| imię i nazwisko                            | daty urzędowania  |
| ------------------------------------------ | ----------------- |
| ks. Jan Dukszta                            | 1808              |
| ks. Konstanty Stefanowicz                  | 1864              |
| ks. Jerzy Sidorski (administrator)         | 1866 – 1872       |
| ks. Edward Zdanowicz (administrator)       | 1908              |
| ks. Wacław Rodźko                          | 1919 – 1920       |
| ks. Michał Szałkiewicz                     | 1922 – 1949, 1957 |
| ks. Wincenty Lisowski (dojazdy z Sobotnik) | 1989 – 1990       |
| o. Krzysztof Groszyk OFMCap                | 1990 – 1994       |
| ks. Paweł Goliński                         | 2000 – 2013       |